# 71 (фильм)
«71» (англ. '71) — исторический драматический фильм 2014 года британского режиссёра французского происхождения Яна Деманжа, ставший для него первым полнометражным фильмом. Сценарий, написанный драматургом Грегори Бёрком, основан на событиях пика конфликта в Северной Ирландии — столкновениях между католиками и протестантами в Белфасте.

## Сюжет
1971 год. Северная Ирландия. Дело идёт к полномасштабной гражданской войне. Молодого и дезориентированного солдата Британской армии Гэри Хука направляют с подразделением на смертельно опасные улицы Белфаста. Ситуация в городе сложна даже для опытных бойцов. Город разделён на «лояльные» протестантские и «враждебные» католические районы. Обе стороны имеют свои военизированные подразделения, помимо активного участия в конфликте радикальных уличных банд и тайных агентов, пытающихся отстаивать частные интересы по собственной инициативе. Во время патрулирования солдаты втягиваются в драку, и один из них теряет своё оружие. Гэри вместе с другим таким же солдатом пытается поймать мальчика-вора, однако он пропадает в толпе. После того как Хука избивают, он остаётся один посреди вражеской территории, брошенный на произвол судьбы своими товарищами. Возвращение на базу оборачивается для него ночной одиссеей неопределённости, страха и отчаяния. Ему поочерёдно помогают случайно встретившиеся местные жители, которые прячутся и от убийц как из нелегальной Ирландской республиканской армии, и от правительственных Сил военного реагирования. Гэри пройдёт через ад, пытаясь добраться до дома.

## В ролях
| Актёр          | Роль                   |
| -------------- | ---------------------- |
| Джек О'Коннелл | Гэри Хук               |
| Ричард Дормер  | Имон                   |
| Чарли Мёрфи    | Бриджит                |
| Дэвид Уилмот   | Бойл                   |
| Шон Харрис     | капитан Сэнди Броунинг |
| Киллиан Скотт  | Джеймс Куинн           |
| Сэм Рид        | лейтенант Эрмитэдж     |
| Барри Кеоган   | Шон                    |
| Пол Андерсон   | сержант Лесли Льюис    |
| Мартин Маккэнн | Пол Хаггерти           |
| Бабу Сизэй     | капрал                 |
| Кори Маккинли  | ребёнок-лоялист        |
| Джек Лауден    | Томпсон                |
| Пол Попплуэлл  | учитель-капрал         |
| Валин Кейн     | Орла                   |

## Производство
Режиссёром фильма выступил Ян Деманж, сценаристом — автор пьесы «Чёрная стража» Грегори Бёрк, оператором — Тат Рэдклифф, монтажёром — Крис Уайатт и звукорежиссёром — Пол Дэвис. Съёмки начались 15 апреля 2013 года в Йоркшире и продолжались в течение 8 недель. Финансирование фильма взяли на себя компании Crab Apple Films, Warp Films, Film4, BFI Film Fund, Screen Yorkshire, Creative Scotland. Права на мировой прокат были куплены компанией Protagonist Pictures, а в Великобритании — «Studio Canal».

## Показы и прокат
Премьера фильма состоялась 7 февраля 2014 года в основной программе 64-го Берлинского международного кинофестиваля. 29 августа фильм был показан на кинофестивале в Теллуриде, 27 сентября — на 52-м Нью-Йоркском кинофестивале, а 4 сентября — на 39-м кинофестивале в Торонто. Позже состоялся показ на фестивале британского кино Эмирейтс.
В широкий прокат в Великобритании фильм вышел 10 октября. За первые дни в 123 кинотеатрах картина собрала 205 тысяч фунтов стерлингов.
3 ноября фильм был номинирован на 9 ведущих наград Премии британского независимого кино, наряду с картинами «Гордость» и «Игра в имитацию». Церемония вручения премии состоялась 7 декабря в Олд-Биллинсгейте под председательством Тома Хупера. В итоге, «71» получил только одну награду — лучшему режиссёру — Яну Деманжу.

## Критика
Воздействие «'71» оказалось незамедлительным. Воспользуюсь проторённой фразой — это путешествие назад во времени. Экран сразу насытил мой ум мощной атмосферой и потрясающим эффектом, как визуальным, так и звуковым... Кино «'71» — это окно на свирепую интенсивность, превратившую британских и ирландских детей в убийц.
Энтони Макинтайр, бывший член ВИРА и заключённый тюрьмы Мэйз
На сайте «Rotten Tomatoes» фильм получил рейтинг в 97 % на основе 36 отзывов со средним баллом , а на «Metacritic» — 81 % на основе 6 отзывов.
Гай Лодж из «Variety», сравнив данный фильм с картиной «Кровавое воскресенье» Пола Гринграсса, отметил: «Однако, стилистически и даже политически он совершенно другой природы: осязаемый и выразительный, а не публицистический, его изначально противоположное британскому видение размывается в кровавой бойне, это фактически фильм ужасов со строгим историческим поводом». Лесли Фелперин из «The Hollywood Reporter» сказал, что «’71» стал «выдающимся дебютом для Яна Деманжа, режиссёра французского происхождения из Великобритании», во многом благодаря
«особенно великолепной операторской работе, с переходом от тонкой градации палитры в прохладных тонах сепии на дневных съёмках, а затем в более перламутровые и сюрреалистические тона в преддверии кульминации», что сделало эту картину «одним из самых сильных британских фильмов этого года».
Питер Брэдшоу из «The Guardian» отметив, что «как драма, фильм Деманжа и Бёрк, кажется очень непосредственным и очень реальным», сказал, что:

Это напряжённый триллер, с большим контролем действий и темпом, с выдающимся воссозданием зоны боевых действий в западном Белфасте. Есть моменты суховатой комедии, когда один из членов команды по изготовлению бомб спрашивает другого, как он собирается утром вставать: в конце концов, он не получает обратно свой будильник. Для воспроизведения своей последовательности погони, Деманж был, вероятно, под влиянием сцены массовых беспорядков Джерри Конлона в начале «Во имя отца» (1993) Джима Шеридана, и, конечно, превосходного «Кровавого воскресенья» (2002) Пола Гринграсса. Но, несмотря на свой мрачный финал, и, возможно, в результате точки зрения из 21-го века, «'71» не является обычным благочестивым фильмом о проблеме. Он, естественно, отличается от «Голода» (2008) Стива Маккуина — который о другом аспекте ирландской ситуации — но и очень отличается от, скажем, «За завесой секретности» (1990) Кена Лоуча. Несмотря на очевидную серьёзность, он ближе к циничному триллеру о преступлениях. Концепция республиканских агентов, оплаченных британской разведкой напоминает Тайного игрока (2012) Джеймса Марша, но здесь тема представлена с гораздо большим отрядом.
Оригинальный текст (англ.)This is a taut thriller, with great control of action and pace, and an outstanding re-creation of the west Belfast war zone. There are moments of dry-as-dust comedy, as when one member of a bomb-making team asks another how he’s going to get up in the morning: after all, he’s not getting his alarm clock back. For his nail-biting chase sequence, Demange was probably influenced by the Gerry Conlon riot scene at the beginning of Jim Sheridan’s In the Name of the Father (1993) and, of course, Paul Greengrass’s superlative Bloody Sunday (2002). But, despite its downbeat ending, and perhaps as a result of its 21st-century vantage point, ’71 does not have the usual issue-movie piety. It is naturally different to Steve McQueen’s Hunger (2008) – which is about another aspect of the Irish situation – but also very different to, say, Ken Loach’s Hidden Agenda (1990). Despite its obvious seriousness, this is closer to the cynicism of a straightforward crime thriller. The concept of republican agents in the pay of British intelligence is reminiscent of James Marsh’s Shadow Dancer (2012), but the subject is presented with far more detachment.

Я был немного похож на Гэри Хука, хотя, безусловно, был более образованным в чём-то вроде Северной Ирландии, потому что я наполовину ирландец. Но причина вступления в армию для Гэри не является политической, она личная — он ищет чувство принадлежности хоть к чему-то. Я был затронут такой же пропагандой — было время в моей жизни, когда я хотел пойти в армию, вероятно по неправильным причинам для всех, и теперь я чувствую, что я избежал пули, в буквальном смысле. Я был очень восприимчивым к этому ложному изображению гламурной военной жизни. Я надеюсь, что этот фильм, «'71», даст подлинное понимание того, что значит манипулировать идеалом. На мой взгляд, это довольно противно.
Актёр Джек О'Коннелл
Дональд Кларк из «The Irish Times» сказал, что данный фильм — «сырой триллер о преследовании», потому что сценаристу было «необходимо объяснить основные динамику конфликта, так как диалоги покровительственно упрощённы и ссылки на протестантские и католические „общины“ чувствуются чуть-чуть анахронизмом». Джефри Макнаб из «The Independent» отметил, что режиссёр и сценарист «не слишком глубоко исследовали экономические и политические причины конфликта» и «тем не менее, это экстраординарный дебют, триллер, который поражает беспощадным темпом, притом не теряя своей смысловой атмосферы и внимания к характерам. О’Коннелл мало говорит, но очень сильно играет, как странный человек Деманжа — отчасти мученик, отчасти герой». Брайан Генри Мартин из «Belfast Telegraph» сказал, что этот «здоровский триллер держит вас на краю своего места, мастерски поддерживая напряжение, не погрязнув в колючей политике той эпохи». Найджел Эндрюс из «The Financial Times» отметил, что «писатель Грегори Бёрк и режиссёр Ян Деманж смогли вылепить мульти-сектантский триллер с несектантской повесткой дня или политической компетенцией, лишь как резюме для того, чтобы волновать, перепахивать, ужасать», и этот «пульсирующий фильм, с почти галлюцинационным свечением показывает портрет города как непрестанный локус тошноты, коварства и зловещих целей».

## Награды и номинации
| Награда                                   | Категория                                                    | Номинант                 | Результат |
| ----------------------------------------- | ------------------------------------------------------------ | ------------------------ | --------- |
| Филадельфийский кинофестиваль             | Лучший режиссёр                                              | Ян Деманж                | Победа    |
| Кинофестиваль в Динаре                    | Приз зрительских симпатий                                    | фильм                    | Победа    |
| Афинский кинофестиваль                    | «Золотая Афина» — Лучший фильм                               | фильм                    | Победа    |
| Кинофестиваль братьев Манаки              | «Бронзовая камера 300»                                       | Тат Рэдклифф             | Победа    |
| Кинофестиваль в Боне                      | Приз жюри                                                    | фильм                    | Победа    |
| Премия британского независимого кино 2014 | Лучший режиссёр британского независимого фильма              | Ян Деманж                | Победа    |
| Премия британского независимого кино 2014 | Приз Дугласа Хикокса за лучший режиссёрский дебют            | Ян Деманж                | Номинация |
| Премия британского независимого кино 2014 | Лучший сценарий                                              | Грегори Бёрк             | Номинация |
| Премия британского независимого кино 2014 | Лучший актёр британского независимого фильма                 | Джек О’Коннелл           | Номинация |
| Премия британского независимого кино 2014 | Лучший актёр второго плана                                   | Шон Харрис               | Номинация |
| Премия британского независимого кино 2014 | За лучшие технические достижения в монтаже                   | Крис Уайатт              | Номинация |
| Премия британского независимого кино 2014 | За лучшие технические достижения в кинематографии            | Тат Рэдклифф             | Номинация |
| Премия британского независимого кино 2014 | Лучший британский независимый фильм                          | фильм                    | Номинация |
| Премия британского независимого кино 2014 | Лучшее достижение в производстве                             | фильм                    | Номинация |
| Премия Европейской киноакадемии 2014      | Открытие года                                                | фильм                    | Номинация |
| BAFTA—2015                                | Лучший британский фильм                                      | Фильм                    | Номинация |
| BAFTA—2015                                | Лучший дебют британского сценариста, режиссёра или продюсера | Грегори Бёрк и Ян Деманж | Номинация |
| BAFTA—2015                                | Восходящая звезда                                            | Джек О’Коннелл           | Победа    |